# Cerithiopsidae
Cerithiopsidae zijn een familie van weekdieren uit de klasse van de Gastropoda (slakken).

## Taxonomie
De volgende geslachten zijn bij de familie ingedeeld:
- Alipta Finlay, 1926
- Aliptina Marshall, 1978
- Belonimorphis Jay & Drivas, 2002
- Cerithiopsidella Bartsch, 1911
- Cerithiopsilla Thiele, 1912
- Cerithiopsina Bartsch, 1911
- Cerithiopsis Forbes & Hanley, 1850
- Clathropsis Laseron, 1956
- Cubalaskeya Rolán & Fernández-Garcés, 2008
- Cyrbasia Harris & Burrows, 1891
- Dizoniopsis Sacco, 1895
- Ektonos Bouchet & Warén, 1993
- Granulopsis Cecalupo & Perugia, 2012
- Horologica Laseron, 1956
- Joculator Hedley, 1909
- Koilofera Jay & Drivas, 2002
- Krachia Baluk, 1975
- Krachiopsis Smriglio & Mariottini, 1999
- Marshallopsis Cecalupo & Perugia, 2012
- Mendax Finlay, 1926
- Onchodia Dall, 1924
- Ondulopsis Cecalupo & Perugia, 2012
- Oparopsis Cecalupo & Perugia, 2015
- Paraseila Laseron, 1951
- Pilaflexis Laseron, 1951
- Potenatomus Laseron, 1956
- Prolixodens B. A. Marshall, 1978
- Proseila Thiele, 1929
- Retilaskeya B. A. Marshall, 1978
- Seila A. Adams, 1861
- Seilopsis Tomlin, 1931
- Socienna Finlay, 1926
- Specula Finlay, 1926
- Speculator Warén & Bouchet, 2001
- † Spinoseila Maxwell, 1992
- Sundaya W. R. B. Oliver, 1915
- Synthopsis Laseron, 1956
- Tasmalira Dell, 1956
- Tubercliopsis Laseron, 1956
- Zaclys Finlay, 1926